# 레이더 비콘

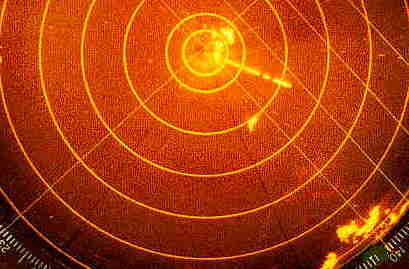
레이더 화면에 보이는 라콘 신호. 이 비콘은 측엽 억제 기술을 사용하여 1985년 1월 17일 보스턴 항(내헌트) 근처에서 모스 부호 "Q" 문자를 송신했다.

레이더 비콘(radar beacon, 줄여서 라콘)은 국제전기통신연합 (ITU)의 ITU 전파규칙 (RR) 제1.103조에 따라 "고정 항행표지와 연관된 송수신기. 레이더에 의해 트리거되면, 트리거한 레이더의 디스플레이에 나타날 수 있는 독특한 신호를 자동으로 반환하여 거리, 방위 및 식별 정보를 제공한다"고 정의된다. 각 국 (송수신기, 무선 송수신기 또는 트랜스폰더)은 영구적으로 또는 일시적으로 운영되는 서비스에 따라 분류된다.

## 동작 원리
라콘이 레이더 펄스를 수신하면, 같은 주파수로 응답 신호를 보내 레이더 화면에 이미지를 표시한다. 이것은 일반적인 평면 위치 지시기 레이더 화면에서 비콘 위치에서 멀어지는 점과 선의 짧은 선 형태로 나타나며, 모스 부호 문자를 형성한다. 선의 길이는 보통 화면에서 몇 해리에 해당하는 거리에 해당한다.
미국 내에서 미국 해안경비대는 약 80개의 라콘을 운영하고 있으며, 석유 플랫폼 소유자와 같은 다른 기관들도 라콘을 운영한다. 항행 보조 이외의 목적으로 사용하는 것은 금지되어 있으며, 다음을 표시하는 데 사용된다:
- 등대 및 항행 부표
  - 등대보다는 부표에 설치된 것이 훨씬 많다. 예를 들면 다음과 같다.
    - 보스턴항, 보스턴 등대 부표 B와 북수도 입구 등대 부표 NC만 라콘을 가지고 있다 ("B"와 "N"을 각각 표시)[2]
    - 샌디에이고 만 접근 등대 부표 SD에 있는 샌디에이고 항[3]
- 다음과 같은 교량 하부의 항행 가능 구간
  - 아서 라베넬 교량[4]
  - 골든게이트교[5]
  - 샌프란시스코-오클랜드 베이 브리지 (라콘 3개)[5]
- 중심선 및 변침점 식별
- 해상 석유 플랫폼 및 기타 구조물
  - 멕시코만 약 35개 포함[6]

세계의 다른 지역에서는 다음을 나타내는 데도 사용된다.
- 일시적, 새로운 및 미해당 위험 (모스 부호 "D"로 표시)
- 인입선 라콘

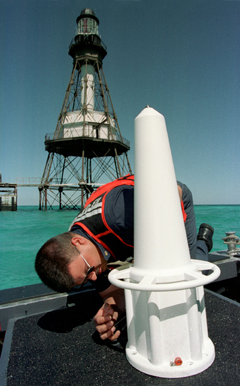
미국 해안경비대 기술자가 마이애미 남동쪽 파웨이 암 등대에 설치할 라콘을 준비하고 있다.

특성은 ITU-R 권고 M.824, 레이더 비콘(라콘)의 기술 매개변수에 정의되어 있다. 라콘은 일반적으로 9320 MHz에서 9500 MHz 해상 레이더 대역 (X-밴드)에서 작동하며, 대부분은 2920 MHz에서 3100 MHz 해상 레이더 대역 (S-밴드)에서도 작동한다. 현대 라콘은 주파수 가변이며, 수신된 레이더 펄스를 감지하는 광대역 수신기가 있고, 송신기를 조정하여 700 나노초 이내에 25 마이크로초 길이의 신호로 응답한다.
구형 라콘은 느린 스윕 모드로 작동하며, 트랜스폰더가 1~2분 동안 X-밴드를 스윕한다. 수신된 레이더 신호가 도착하는 순간에 해당 주파수에 맞춰져 있는 경우에만 응답하며, 이는 실제로 약 5%의 시간 동안만 응답한다는 것을 의미한다.
응답이 비콘 뒤의 중요한 레이더 목표를 가리는 것을 방지하기 위해 라콘은 시간의 일부 동안만 작동한다. 영국에서는 약 30%의 듀티 사이클이 사용된다 — 일반적으로 라콘이 레이더 신호에 응답하는 20초가 지나면 40초 동안 응답하지 않거나, 때로는 9초 켜짐, 21초 꺼짐 (세븐스톤스 라이트십의 경우와 같이)이다. 미국에서는 더 긴 듀티 사이클이 사용되며, 배터리 구동 부표는 50% (20초 켜짐, 20초 꺼짐), 해안 비콘은 75%이다.
라마크는 수신된 레이더 신호에 의해 트리거될 필요 없이 레이더 대역에서 지속적으로 송신하는 광대역 비콘이다. 이 송신은 화면 중앙에서 가장자리로 방사되는 모스 부호 문자의 선을 화면에 형성한다. 미국에서는 사용되지 않는다.

## 향상된 라콘
향상된 라콘 (또는 e-RACON)은 라콘의 레이더 응답에 고유 식별을 도입하여 향상된 레이더 위치 결정을 가능하게 하는 제안이다.
이 제안은 현재 덴마크 해상 안전 관리청을 통해 IALA에서 해상 산업에 제시되고 있다. 라콘에 대한 권고 및 성능 요구 사항은 신기술 (NT) 레이더에 의해 도입된 라콘 응답을 트리거하는 제한된 능력 문제로 인해 개정 검토 중이다.
2011년 이 개념의 실제 테스트 기회는 EfficienSea 프로젝트에서 고려되고 있으며, 발트해 지역 프로그램에서 부분적으로 자금을 지원받고 덴마크 해상 안전 관리청이 조정한다.

### 원리
기존 라콘이 레이더 펄스를 수신하면, 레이더 화면에서 비콘 위치에서 멀어지는 모스 부호 문자를 형성하는 점과 선의 짧은 선 형태로 나타나는 신호로 응답한다. 일반적으로 모스 부호 문자는 긴 연속 신호인 대시로 시작한다.
향상된 라콘 제안은 이 첫 번째 대시를 소량의 디지털 정보로 추가 변조하여 이 특정 라콘의 고유 식별 (예: MMSI로 라콘을 식별하는 30비트의 데이터) 또는 대안적으로 라콘의 위치를 식별하는 것이다.
고유 식별을 도입하면 라콘의 레이더 응답과 해당 라콘의 알려진 위치를 연관시킬 수 있어 향상된 레이더 위치 결정이 가능해진다. 이는 동일한 식별자를 가진 동일한 객체를 나타내는 관련 AIS 신호에서 얻거나, 잠재적으로 미래에는 새로운 S-100 형식의 전자 해도와 같은 항해 간행물에 포함된 정보에서 얻을 수 있다.

## 같이 보기
- AIS-SART
- 조난위치 자동표시용 무선표지설비 (EPIRB)
- 해상 VHF 무선
- 무선국
- 무선통신 업무
- 수색 구조 트랜스폰더
- 라마크